# Ratnerův efekt

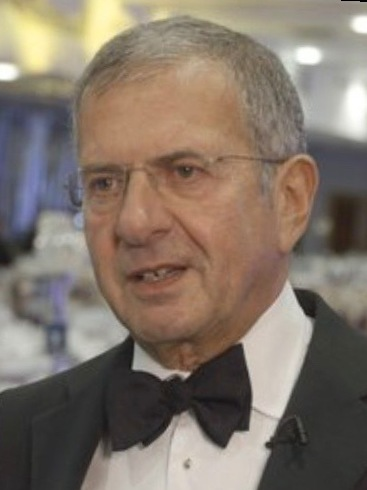
Gerald Ratner

Ratnerův efekt je termín popisující situaci, kdy zákazníci zareagují poklesem zájmu o zboží nebo služby společnosti, jejíž ředitel nebo jiný představitel je (ať už v žertu, úmyslně nebo nedopatřením) veřejně shodil a zpochybnil jejich kvalitu a hodnotu, či dokonce označil za hloupé si toto zboží nebo služby za danou cenu kupovat.
Termín je pojmenován po Geraldu Irvingu Ratnerovi, britském podnikateli a vlastníku někdejší skupiny firem Ratners Group, obchodujících se šperky, který 23. března 1991 ve veřejném projevu organizace Istitute of Directors řekl:
| „ | Taktéž děláme komplet karafy z broušeného skla se šesti sklenicemi postříbřeného podnosu, na kterých vám majordomus může servírovat nápoje, vše za 4 libry 95 pencí. Lidé říkají: „Jak to můžete prodávat za tak nízkou cenu?“ Já říkám: "Protože je to naprostá sračka." | “ |

Jeho řeč obsahovala i další narážky, např. to, že některé jím dodávané náušnice jsou levnější než garnátové sendviče od Mark&Spencer, ale pravděpodobně nevydrží tak dlouho jako ony. Řeč nejdříve vzbudila krátký poprask, který se přerodil v hněv, kdy se dotčení zákazníci dlouhou dobu cíleně vyhýbali síti Ratnerových obchodů se šperky. Během několika měsíců spadla hodnota Ratnerova jmění o půl miliardy liber a jeho firmy téměř zkrachovaly. V listopadu 1992 Ratner rezignoval a skupina se v září 1993 přejmenovala na Signet Group, aby z názvu odstranila jeho jméno.
Ratner s odstupem času na svou obranu řekl, že předpokládal, že řeč přednášel v uzavřené společnosti a nepředpokládal, že se dostane na veřejnost. Nicméně, jeho projev se stal nechvalně známým učebnicovým příkladem toho, jak se může vymstít výsměch a neskrývané opovržení vůči vlastním zákazníkům. V zasvěcených kruzích se vžilo i spojení „dělat Ratnera“.